# 克里斯蒂安·韦伯
克里斯蒂安·韦伯（德語：Christian Weber；1883年8月25日—1945年5月11日）是德国纳粹党的官员和党卫队的成员。

## 生平
和埃米爾·莫里斯、乌尔里希·格拉夫以及马克斯·阿曼等人一样，韦伯也是阿道夫·希特勒最早的政治同僚之一，当时他仅仅是一个酒吧的门卫。韦伯随身携带一把马鞭（riding crop）以应对随时可能出现的斗殴，当时的希特勒也有这个习惯。奥托·施特拉塞尔后来还表示韦伯在担任酒吧门卫的同时还是一名皮条客，施特拉塞尔一直厌恶韦伯，将他称作“一个如同大猩猩的生物”以及“希特勒的走卒中最为卑鄙的一个”。1921年末，当希特勒一伙人袭击巴伐利亚联盟（bavarian league）的会场时，韦伯就是闹事者中的一个。在斗殴中，希特勒亲自殴打了联盟领导人otto ballerstedt，后来他也因此在监狱里蹲了一个月。韦伯后来失去了一只眼睛，具体时间不详，但可以肯定是在1923年以前发生的，后来他经常佩戴一副特制眼镜。
在1923年的啤酒館政變发生前后，韦伯正做着交易马匹的行当，希特勒在从汉夫施丹格尔处借贷后欠了韦伯1000美元，韦伯后来坚持一定要让希特勒还钱。尽管如此，韦伯和希特勒之间的关系还是很密切，汉夫施丹格尔后来回忆道，韦伯是为数不多的能当着希特勒的面拿他的《我的奋斗》开玩笑的人之一。
在纳粹于1933年夺权后，韦伯成了慕尼黑的城市议会议员，这一职位基本相当于全城的老大。在慕尼黑，韦伯成了个很招人恨的人物，中产阶级尤其厌恶他，他的名字基本上成了贪污腐败的代名词，很多人都曾对这个前酒店服务生名下拥有的酒店、庄园、加油站、啤酒厂、慕尼黑市赛马场、全城的公交车系统以及位于慕尼黑王宫的一处住宅存在疑问：他是怎么得来这些财产的？韦伯还兼任着德国狩猎与捕鱼博物馆（german hunting and fishing museum，当时名为帝国狩猎博物馆reichsjagdmuseum）馆长以及德国赛马拥有者联盟（league of german riding stable owners）主席。在1934年的长刀之夜期间，韦伯作为党卫队成员还前往巴特维塞对冲锋队进行清洗。事后希特勒亲自将他提拔成了党卫队親衛隊上級領袖。从1936年到1939年，韦伯还以慕尼黑的宁芬堡宫组织过名为“亚马逊之夜”的狂欢节，其中包含着由大量裸露上身仅着肉色内裤的歌舞女郎参与的游行项目。
在水晶之夜当晚，为接机掳掠财富，韦伯带着一群党卫队队员（其中还包括年轻的赫爾曼·菲格萊因）前往犹太贵族rudolf Hirsch男爵的宅邸所在的普拉内格，将男爵的财产洗劫一空。最终连宅邸本身也变成了韦伯的财产。
同时，韦伯还负责慕尼黑市内的纳粹安保工作，但发生在1939年11月8日的格奧爾格·艾爾塞对贝格勃劳凯勒啤酒馆的炸弹袭击事件还是让韦伯遭到了批评，当时包括希特勒、海因里希·希姆莱以及阿爾弗雷德·羅森堡在内的一众纳粹高层都在炸弹爆炸的仅十分钟之前离开了会场。尽管在安保方面出现过疏漏，但韦伯还是维持着自己在慕尼黑的重要地位，而当时的慕尼黑-上巴伐利亚大区（gau München-oberbayern）长官Paul giesler也看他很不顺眼。1943年，二人之间就是否要在慕尼黑市内继续开展賽馬活动一事发生了冲突，这件事一直闹到了希特勒本人那里，giesler认为，由于对总体战没有帮助，赛马活动应当被禁止。希特勒在原则上同意giesler的意见，但出于对韦伯这个老朋友的尊重，他决定只在慕尼黑市中的特蕾西娅草坪一处继续进行赛马活动。

## 死亡
韦伯在1945年于施塔恩贝格附近被美军俘虏后意外死亡。当时他和其他一些战俘乘坐着一辆敞篷卡车，而这辆车在行驶途中翻了车。韦伯在事故中受了致命伤。后来，韦伯的尸体被埋在位于海尔布隆的一处集体坟墓中。